# Clément Duvaldestin
Clément Duvaldestin, född 1998, är en fransk travtränare och travkusk. Han tog karriärens hittills största seger i 2024 års upplaga av Prix d’Amerique tillsammans med Idao de Tillard. Han är son till travtränaren och kusken Thierry Duvaldestin.

## Karriär
Duvaldestin har hittills i sin karriär kört ca 2000 lopp och tagit 374 segrar.

## Statistik

### Större segrar
| År   | Lopp                      | Häst              | Tränare             | Grupp   |
| ---- | ------------------------- | ----------------- | ------------------- | ------- |
| 2022 | Prix Éphrem Houel         | Idao de Tillard   | Thierry Duvaldestin | Grupp 2 |
| 2022 | Prix de Sélection         | Idao de Tillard   | Thierry Duvaldestin | Grupp 1 |
| 2022 | Prix de Tonnac-Villeneuve | Idao de Tillard   | Thierry Duvaldestin | Grupp 2 |
| 2022 | Prix Phaeton              | Idao de Tillard   | Thierry Duvaldestin | Grupp 2 |
| 2022 | Grand Prix du Sud-Ouest   | Idao de Tillard   | Thierry Duvaldestin | Grupp 2 |
| 2022 | Critérium Continental     | Idao de Tillard   | Thierry Duvaldestin | Grupp 1 |
| 2023 | Prix de Croix             | Idao de Tillard   | Thierry Duvaldestin | Grupp 2 |
| 2023 | Prix Ovide Moulinet       | Idao de Tillard   | Thierry Duvaldestin | Grupp 2 |
| 2023 | Prix Éphrem Houel         | Juliet Papa Bravo | Thierry Duvaldestin | Grupp 2 |